# High Heat Major League Baseball
A High Heat Major League Baseball baseballvideojáték-sorozat, melyet a Team .366 és a Möbius Entertainment fejlesztett és a The 3DO Company jelentett meg. A sorozat első tagja, a High Heat Baseball 1999 1998. június 30-án jelent meg Windowsra, míg utolsó játéka, a High Heat Major League Baseball 2004 2003. február 20-án PlayStation 2-re, Windowsra és Xboxra. A The 3DO Company csődje után a Microsoft 450 000 dollárért felvásárolta a sorozat jogait, azonban egyetlen baseball-videójátékot sem jelentetett meg azóta.
A sorozat elsősorban a riválisaihoz, így az All-Star Baseball, a Triple Play vagy a World Series Baseball sorozatokhoz képest kifinomultabb szimulációs elemeiről és a gyengébb grafikájáról ismert.

## Játékok
| Cím | Részletek |
| --- | --- |
| High Heat Baseball 1999 Első megjelenés: - US 1998. március 31. | Megjelenés platformok szerint: 1998—Windows |
| High Heat Baseball 1999 Első megjelenés: - US 1998. március 31. | Megjegyzések: - a Team .366 fejlesztette és a The 3DO Company jelentette meg - a játékhoz a Major League Baseball Players Association-licencet megváltották, azonban a Major League Baseball-licencet már nem - a játék kommentátora Ted Robinson |
| High Heat Baseball 2000 Első megjelenés: - US 1999. március 31. | Megjelenés platformok szerint: 1999—PlayStation, Windows |
| High Heat Baseball 2000 Első megjelenés: - US 1999. március 31. | Megjegyzések: - a Team .366 fejlesztette és a The 3DO Company jelentette meg - a játékhoz a sorozat összes később megjelent tagjához hasonlóan a Major League Baseball Players Association- és a Major League Baseball-licencet is megváltották - a játék kommentátora Ted Robinson |
| Sammy Sosa High Heat Baseball 2001 Első megjelenés: - US 2000. február 29. (PS1) - US 2000. március 7. (Win) | Megjelenés platformok szerint: 2000—PlayStation, Windows |
| Sammy Sosa High Heat Baseball 2001 Első megjelenés: - US 2000. február 29. (PS1) - US 2000. március 7. (Win) | Megjegyzések: - a Team .366 fejlesztette és a The 3DO Company jelentette meg - a Windows-verziónak 2000. október 3-án egy játékoskeret-frissítése is megjelent - a játék kommentátora Ted Robinson - a játék borítóján Sammy Sosa Chicago Cubs-jobbkülső szerepel |
| High Heat Major League Baseball 2002 Első megjelenés: - US 2001. március 14. (PS1, Win) - US 2001. március 26. (PS2) - US 2001. szeptember 16. (GBA) - EU 2001. október 5. (GBA)                                                  | Megjelenés platformok szerint: 2001—Game Boy Advance, PlayStation, PlayStation 2, Windows |
| High Heat Major League Baseball 2002 Első megjelenés: - US 2001. március 14. (PS1, Win) - US 2001. március 26. (PS2) - US 2001. szeptember 16. (GBA) - EU 2001. október 5. (GBA)                                                  | Megjegyzések: - a PlayStation-, a PlayStation 2- és a Windows-verziót a Team .366, míg a Game Boy Advance-kiadást a Möbius Entertainment fejlesztette és a The 3DO Company jelentette meg - a játék kommentátora Dave O’Brien, szakkommentátora Ray Fosse - a játék borítóján Vladimir Guerrero Montreal Expos-jobbkülső szerepel                                                                        |
| High Heat Major League Baseball 2003 Első megjelenés: - US 2002. február 9. (PS2) - US 2002. március 5. (GBA) - US 2002. március 11. (Win) - EU 2002. április 5. (PS2) - JP 2002. július 18. (GBA) - JP 2002. szeptember 5. (PS2) | Megjelenés platformok szerint: 2001—Game Boy Advance, PlayStation 2, Windows |
| High Heat Major League Baseball 2003 Első megjelenés: - US 2002. február 9. (PS2) - US 2002. március 5. (GBA) - US 2002. március 11. (Win) - EU 2002. április 5. (PS2) - JP 2002. július 18. (GBA) - JP 2002. szeptember 5. (PS2) | Megjegyzések: - a PlayStation 2- és a Windows-verziót a Team .366, míg a Game Boy Advance-kiadást a Möbius Entertainment fejlesztette és Észak-Amerikában és Európában a The 3DO Company, Japánban a Takara jelentette meg - a játék kommentátora Dave O’Brien, szakkommentátora Chuck Valenches, stadionbemondója Roy Steele - a játék borítóján Curt Schilling Arizona Diamondbacks-kezdődobó szerepel |
| High Heat Major League Baseball 2004 Első megjelenés: - US 2003. február 20. (PS2) - US 2003. március 4. (Win) - US 2003. március 5. (Xbox)                                                                                       | Megjelenés platformok szerint: 2002—PlayStation 2, Windows, Xbox |
| High Heat Major League Baseball 2004 Első megjelenés: - US 2003. február 20. (PS2) - US 2003. március 4. (Win) - US 2003. március 5. (Xbox)                                                                                       | Megjegyzések: - a Team .366 fejlesztette és a The 3DO Company jelentette meg - a játéknak Game Boy Advance- és Nintendo GameCube-verziója is készült, azonban a The 3DO Company csődje miatt végül egyik sem jelent meg - a játék kommentátora Dave O’Brien, szakkommentátora Chuck Valenches, stadionbemondója Roy Steele - a játék borítóján Curt Schilling Arizona Diamondbacks-kezdődobó szerepel    |